# Sadowa (przystanek kolejowy w obwodzie winnickim)
Sadowa (ukr. Садова) – przystanek kolejowy w miejscowości Żmerynka, w rejonie żmeryńskim, w obwodzie winnickim, na Ukrainie. Położony jest na linii Żmerynka – Odessa.